# Quincy Jones III
Quincy Delight Jones III (Londres, 23 de diciembre de 1968), también conocido como QD3 y Snoopy, es un productor musical y compositor sueco-estadounidense.

## Vida personal
Quincy Delight Jones III es hijo del productor estadounidense Quincy Jones y de la top model sueca Ulla Andersson. Jones se trasladó a Suecia a los 4 años con su madre y su hermana mayor Martina Jones. 
Jones creció en un suburbio al sur de Estocolmo, y describió su educación como difícil. La separación de sus padres y las pobres inversiones financieras por parte de su madre fueron las causas de la inestabilidad. Rara vez vio a su padre y fue testigo de la lucha de su madre con el abuso de sustancias.
Actualmente vive en Los Ángeles. Está divorciado de Koa Jones, y tiene dos hijos.

## Carrera
En su adolescencia, Jones descubrió el breakdancing. Jones está considerado como uno de los pioneros de la escena del hip-hop sueco. Tomó el seudónimo de Snoopy y con Karl Dyall grabó una canción de hip-hop que tuvo éxito en 1986, titulada "Next Time". La canción fue incluida en la banda sonora de la película de culto Stockholmsnatt, en la que Jones participó con un papel destacado. A los 16 años ganó su primer disco de oro.
Un año después, Jones decidió mudarse a los Estados Unidos. Asistió brevemente al Berklee College of Music, colegio en el que estudió su padre, donde conoció a Roland Garrett. La escuela no le ofrecía lo que musicalmente buscaba, por lo que optó por abandonar. Se trasladó al Bronx, donde vivió con su amigo T La Rock. Jones practicó y perfeccionó su arte en el Power Play Studios con las futuras leyendas del rap Rakim y KRS-One.
Pasados siete años, se convirtió en un respetado productor musical y cambió su seudónimo a QDIII. Creó canciones para muchos artistas, incluidos LL Cool J, Too Short, Ice Cube, Mack 10, Westside Connection, K-Dee, Lench Mob, Tech N9ne, Yo-Yo, Justin Warfield y Tupac Shakur. También produjo la música de la serie de televisión The Fresh Prince of Bel-Air y de la película Menace II Society.
Jones ha producido documentales de hip-hop como Thug Angel, The Freshest Kids, Beef, Beef II, Beef III, Beef IV y The Carter, sobre la vida de Lil Wayne. Recibió su primera nominación a un Emmy por el show de Eddie Murphy Los PJs, en 1999. También grabó y coprodujo el álbum de su padre Back on the Block, ganador del Grammy al mejor álbum del año

## Discografía
- 1991: Soundlab (Qwest/Reprise/Warner Bros. Records 26574)

con Justin Warfield